# 아이슬린 데르베스
아이슬린 데르베스(Aislinn Derbez, 1987년 3월 18일 ~ )는 멕시코의 배우이다.